# Arditi civili
Arditi civili è un film del 1940 diretto da Domenico Gambino.

## Trama
Un vigile del fuoco, figlio di un maresciallo dello stesso Corpo, conosce una bella acrobata e per lei compie una grave infrazione al regolamento; per questo viene sospeso per un mese dal lavoro. Peripezie e lieto fine.